# Tenente Portela
Tenente Portela är en kommun i Brasilien.   Den ligger i delstaten Rio Grande do Sul, i den södra delen av landet, 1 400 km söder om huvudstaden Brasília. Antalet invånare är 13 716.
Omgivningarna runt Tenente Portela är en mosaik av jordbruksmark och naturlig växtlighet. Runt Tenente Portela är det ganska glesbefolkat, med 45 invånare per kvadratkilometer.